# Област Абута
Област Абута (јап. 虻田郡) Abuta-gun се налази у субпрефектурама Ибури and Ширибеши, Хокаидо, Јапан.
2004. године, у области Абута живело је 31.526 становника и густину насељености од 28,30 становника по км². Укупна површина је 1,113,84 км².

## Вароши и села

### Субпрефектура Ибури
- Тојако
- Тојоура

### Субпрефектура Ширибеши
- Кимобецу
- Кутчан
- Кјогоку
- Макари
- Нисеко
- Русуцу

## Историја
- 1869: Након стварања 11 провинција и 86 области на Хокаиду, област Абутаје додељен провинциј Ибури.
- 1897: стављен под субпрефектуру Муроран (преименован Ибури 1922).
- 1899: Кутчан прешао у субпрефектуру Иванај (постала део Ширибеши у 1910).
- 1910: Субпрефектура Ширибеши формирана је спајањем субпрефектура Иванај, Сутцу и Отару, којој је припао део области Абута.
- 27. март 2006: вароши Абута и Тоја, обе из субпрефектуре Ибури, спојиле су се и формирале нову варош Тојако.
- 2007 одржан је 34. самит Г8 у вароши Тојако.